# Артюшенко, Яков Фёдорович
Я́ков Фёдорович Артюше́нко (8 февраля 1901, с. Макаров Яр, ныне с. Пархоменко Краснодонского района Луганской области — 14 октября 1967, г. Луганск) — советский руководящий работник в области сельского хозяйства.

## Биография
Яков Фёдорович Артюшенко родился 8 февраля 1901 года в селе Макаров Яр Новосветловского района, Бахмутского уезда, Екатеринославской губернии в семье крестьянина. Так как семья была бедна, Яков был самым молодым среди детей, его отдали на воспитание к дяде.
В 1912 году Яков заканчивает начальную школу, в 1913 году его отдают в сапожную мастерскую, где он учился и работал до 1916 года. В 1916 поступил на Луганский паровозостроительный завод, где работал до 1917 года.
С 1918 по 1920 годы болел острым гнойным плевритом в области сердца. С 1921 по сентябрь 1922 работал в родном селе на участке родителей.
В сентябре 1922 Яков Федорович был призван на службу в Красную армию в погранвойска, где после обучения был назначен начальником погранзаставы. В апреле 1925 года демобилизовался и в начале мая стал председателем Макаров—Яровского поселкового совета.
В феврале 1926 года на районном съезде Советов Яков Фёдорович был избран заведующим райземотдела. На этой должности он работал до июля 1929 года. Работая в селе Макаров Яр председателем поселкового Совета, Яков Федорович в 1925 году организовал машинно-тракторное общество.
В июле 1929 года Луганским окружкомом КП(б)У Яков Фёдорович был утверждён в должности директора бирюковской машинно—тракторной станции (первая МТС в Донбассе).
В январе 1931 года из-за организации трёх МТС в районе, Якова Федоровича перевели окружкомом КП(б)У на должность заведующего Ровенковским райземотделом.
После разделения Донецкой области на Сталинскую и Ворошиловградскую области Яков Федорович вернулся в Ворошиловград. В апреле 1940 года Ворошиловградским обкомом КП(б)У Яков Фёдорович был назначен заместителем начальника Ворошиловградского облземотдела, а в мае 1940 года был утвержден в должности уполномоченного Народного комиссариата заготовок СССР в Ворошиловградской области.
В период временной оккупации Ворошиловграда в июле 1942 года Народным комиссариатом заготовок СССР Яков Федорович был назначен уполномоченным Народного комиссариата заготовок СССР 1 гвардейской армии Юго-Западного фронта.
В феврале 1943 года, после освобождения Ворошиловграда, Яков Федорович был отозван из армии и назначен на должность сначала уполномоченным Народного комиссариата заготовок СССР, а затем председателем исполкома Ворошиловградской области.
С июля 1944 по 23 мая 1946 года он исполнял обязанности председателя исполкома Тернопольского областного совета. На этой должности за плодотворную работу он был представлен к награде — Ордену Отечественной войны 1 степени.
В мае 1946 ЦК КПУ переводит Якова Федоровича Артюшенко в Киев на должность заместителя Уполномоченного Народного комиссариата заготовок СССР по Украинской ССР. В конце 1947 и в 1949 годах — Советом Министров СССР был утвержден в должности представителя Совета Министров СССР в Кировоградской области по вопросам сельского хозяйства при Правительстве СССР. Позже был переведен на эту же должность в Ворошиловградскую, а затем в Хмельницкую области.
В мае 1953 года Совет по колхозу был ликвидирован, и с разрешения Каменец-Подольского обкома партии Яков Фёдорович вернулся в Ворошиловград и начал работать в тресте Ворошиловградуглеобогащения в должности заместителя руководителя треста. После ликвидации треста Яков Фёдорович перешёл на должность заместителя Областного уполномоченного министерства заготовок в Ворошиловградской области. Позже и эту систему ликвидировали, а Яков Фёдорович переведен на должность заместителя председателя Ворошиловградского областного управления сельского хозяйства.
В 1957 году у Якова Фёдоровича обнаружили тяжелую болезнь сердца, поэтому ему была назначена третья группу инвалидности, с рекомендацией не работать в разъездах. Из-за крайне плохое состояния здоровья в 1958 году Яков Фёдорович был вынужден выйти на пенсию. За большие достижения в деле строительства коммунизма, развитии сельского хозяйства и восстановления страны после войны Яков Федорович Артюшенко был выделен как пенсионер республиканского значения, и ему была назначена республиканская пенсия.
Яков Фёдорович скоропостижно скончался 14 октября 1967 года от рака простаты.